# Morphodexia facialis
Morphodexia facialis là một loài ruồi trong họ Tachinidae.